# Alfabilder

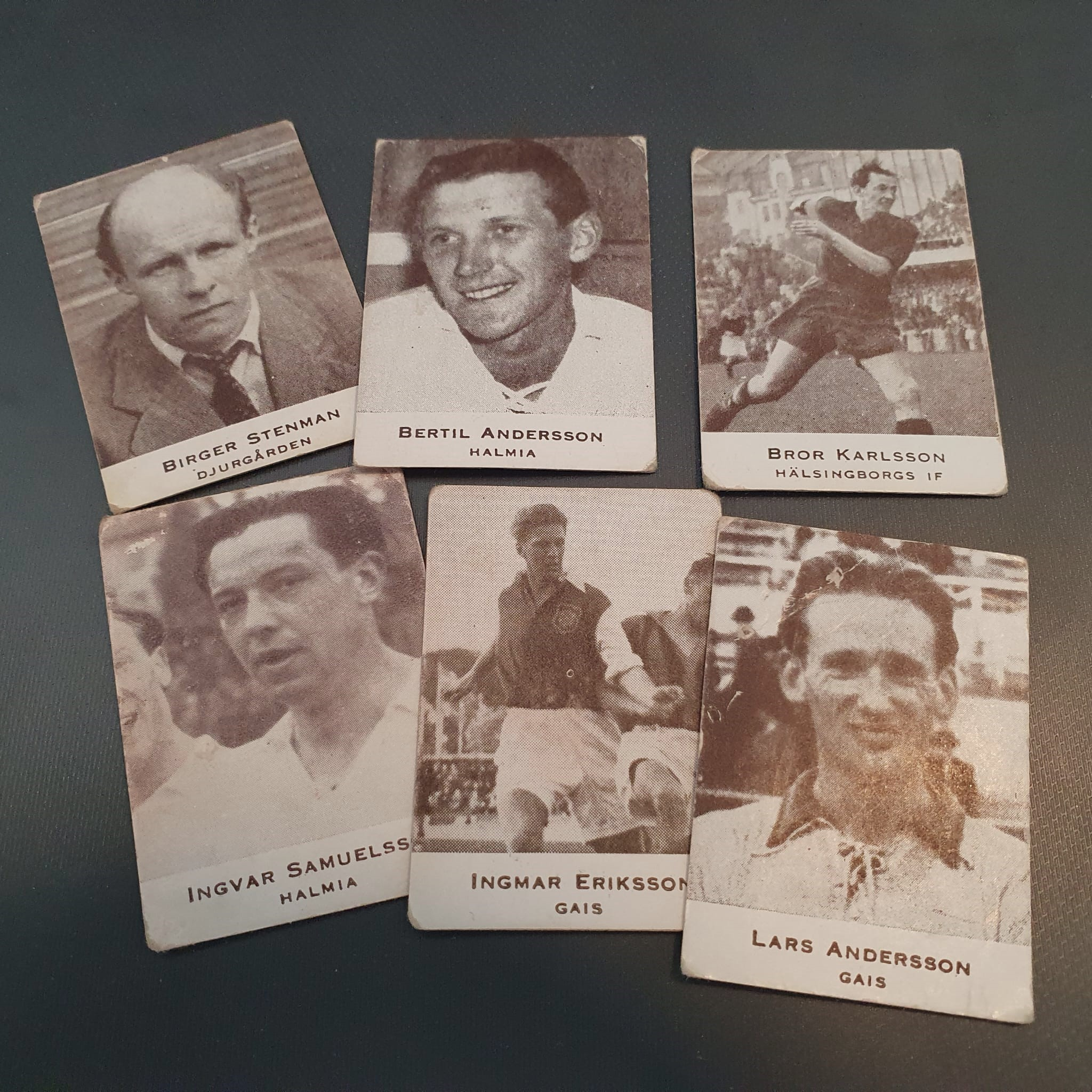
Sex svartvita Alfabilder med fotbollsspelare från omkring 1949.

Alfabilder var samlarbilder som följde med i tablettaskarna Alfa Bobbykola och Alfa pastill i Sverige. Tabletterna bestod av hårda söta klumpar, och många köpte tabletterna enbart för bildernas skull. Runt 1 700 bilder med idrottare gavs ut under åren 1949-1961, ursprungligen i svartvitt, men från 1955 i färg. Ursprungligen porträtterades fotbollsspelare, men från 1956 även ishockeyspelare.
I samband med olympiska sommarspelen 1952 i Helsingfors utkom en särskild "OS-serie", och i samband med VM i fotboll 1958 i Sverige utkom en serie kring den turneringen. Året efter utgavs 18 bilder med svenske boxaren Ingemar Johansson.
Före 1949 gavs det även ut alfabilder med bland annat Musse Pigg, hunden Bobby och Flygplan.

### Fotnoter
1. ↑  ”1959 – året då Öster klev in i eliten”. Smålandsposten. 17 april 2008. Arkiverad från originalet den 20 juni 2008. https://web.archive.org/web/20080620234937/http://www.smp.se/sport/1959-aret-da-oster-klev-in-i-eliten(592863).gm. Läst 18 oktober 2011.
2. ↑  ”Läsarbrev: Han hette Rune”. Helsingborgs Dagblad. 18 november 2007. Arkiverad från originalet den 24 maj 2012. https://archive.is/20120524203845/http://mobil.hd.se/lasarbrev/2007/11/18/laesarbrev-han-hette-rune/. Läst 18 oktober 2011.
3. ↑  Hockeysommar, Tabergs tryckeri AB 1996
4. ↑  ”Riksidrottsmuseet”. Arkiverad från originalet den 24 maj 2012. https://archive.is/20120524203848/http://www.riksidrottsmuseet.se/utstallningar/tidigare-utstallningar2/tidigare-utstallningar/alfa-bilder/. Läst 18 oktober 2011.
5. ↑   Alfaboken : till minne av bilderna vi aldrig glömmer. Idrottshistoriska biblioteket. "1". Vällingby: Idrottsantikvariatet, Strömberg. 1994. Libris 7609955. ISBN 91-7151-024-9